# تپه فانفین ۲
تپه فانفین ۲ مربوط به دوره ساسانیان است. در شهرستان قزوین، بخش رودبار شهرستان، روستای فانقین واقع شده و این اثر در تاریخ ۲۵ اسفند ۱۳۷۹ با شمارهٔ ثبت ۳۱۹۳ به‌عنوان یکی از آثار ملی ایران به ثبت رسیده است.